# Карпачёва, Нина Ивановна
Ни́на Ива́новна Карпачёва (укр. Ні́на Іва́нівна Карпачо́ва; родилась в 1957 году в Молдавской ССР) — первый уполномоченный Верховной рады Украины по правам человека (омбудсмен), занимала эту должность с 1998 по 2012 год. Кандидат юридических наук, доцент, профессор кафедры конституционного права Киевского национального университета им. Т. Г. Шевченко. Заслуженный юрист Украины (1997). Член Международного института омбудсмана и член правления Европейского института омбудсмена.
На должности омбудсмена Карпачёвой удалось заменить смертную казнь узницы Бангкокской тюрьмы украинки Виктории Мамонтовой, а затем вернуть её на родину, добиться признания судом матери убитого журналиста Георгия Гонгадзе потерпевшей стороной вопреки отрицательной позиции Генеральной прокуратуры Украины, добиться в Конституционном суде Украины признания трудовых сбережений граждан бывшего СССР их собственностью, что позволило в дальнейшем правительствам Юлии Тимошенко и Николая Азарова выплачивать эти трудовые сбережения.
Председатель правления Украинского Хельсинкского союза по правам человека Евгений Захаров оценивал деятельность Нины Карпачёвой на должности омбудсмена как малоэффективную. По словам преемницы Карпачёвой, Валерии Лутковской, ранее занимавшей должность правительственного уполномоченного по делам Европейского суда по правам человека, Карпачёва никак не реагировала на её письма о решениях Европейского суда и не следила за выполнением этих решений.

## Биография
Нина Карпачёва родилась 12 августа 1957 года в городе Чадыр-Лунга в Молдавской ССР. В 26 лет стала секретарём Алуштинского горкома КПУ.
В 1994 году избрана народным депутатом Украины как беспартийная. В 1998 году избрана на должность уполномоченного Верховной рады Украины по правам человека (омбудсмена). В 2003 году переизбрана на эту должность, а также вошла в состав Высшей квалификационной комиссии судей Украины.
В 2006—2007 году — депутат Верховной рады Украины 5-го созыва от Партии регионов. В 2007 году вновь переизбрана на должность омбудсмена.
В 2007 году президент Украины Виктор Ющенко своим указом «за значительный личный вклад в защиту конституционных прав и свобод граждан, многолетнюю плодотворную законотворческую и общественно-политическую деятельность» наградил Нину Карпачёву орденом «За заслуги» III степени.
В 2008 году Нина Карпачёва с украинской стороны обеспечила урегулирование сложной международной ситуации с захватом судна Lehmann Timber, так как значительная часть экипажа судна была украинцами. После освобождения судно испытало технические трудности и было отбуксировано в ближайший порт Салала. Украинские власти, по инициативе Нины Ивановны Карпачёвой, решили все вопросы связанные с возвращением украинской, российской и эстонской части экипажа судна на Родину.
В 2010 году в связи с переходом Высшей квалификационной комиссии судей Украины на постоянный режим работы не вошла в её новый состав.
В ноябре 2011 года получила резонанс фотография агентства УНИАН, на которой Нина Карпачёва после разговора с протестующими активистами показывает средний палец правой руки. По словам самого фотографа, жест получился случайно, когда Карпачёва пожаловалась на холод депутату Олегу Ляшко.
В феврале 2019 года в качестве «представителя независимого международного правозащитного сообщества» была допущена властями России к раненным украинским военным, задержанным ходе Керченского инцидента. При этом доступа к ним не могла получить действующий омбудсмен Людмила Денисова.

## Награды
- Орден «За заслуги» II степени 16 января 2009 года)[9].
- Орден «За заслуги» III степени (11 августа 2007 года)[10].
- Офицер ордена Заслуг перед Республикой Польша (28 февраля 2008 года, Польша)[11].
- Медаль Дружбы (Куба).
- Заслуженный юрист Украины (5 марта 1997 года)[12].
- Премия имени Ярослава Мудрого (2002, 2007).
- Премия имени Ивана Франко (2003).
- Почётный диплом Законодательного собрания Санкт-Петербурга (18 февраля 2009 года) — за развитие межгосударственных гуманитарных связей[13].